# Център за еврейско-българско сътрудничество „Алеф“
Центърът за еврейско-българско сътрудничество „Алеф“ /ЦЕБС/ е неправителствена организация, учредена в Бургас през 2014 г.
Сред учредителите му са евреи и българи, доказали своята обществена активност и симпатии към запазване и развиване на еврейско-българските отношения. „Алеф“ е непартийна, доброволна, демократична обществена и самоуправляваща се организация, която извършва дейността си съгласно приет устав и действащото законодателство в Република България.
Председател и основател на ЦЕБС „Алеф“ е Алберта Леон Алкалай.
Сдружението носи името на първата буква в еврейската азбука. То си поставя за цел да проучва и популяризира дълбоките културно-исторически връзки между българи и евреи, да развива културните, социалните и икономически връзки с еврейски и израелски институции, фирми и личности, както и да противодейства срещу всяка форма на фашизъм, ксенофобия, тоталитаризъм, антидемократизъм, тероризъм, расизъм и антисемитизъм.

## Дейности

### Събирателска и изследователска работа
Център „Алеф“ извършва задълбочена събирателска и изследователска работа. Основна част в нея е документалният филм „Да помним“, който изважда от колективния подвиг на българския народ имената на местни политици и интелектуалци, оглавили общественото недоволство против депортацията на евреите от Бургас и успели да отвоюват живота на своите съграждани. Филмът е излъчен по национални и регионални телевизии, специални прожекции са организирани и във всички средни училища в Бургас, представен е пред Ротари клуб, както и пред еврейските общности в София и Пловдив.

### Национален ученически литературен конкурс
Национален ученически литературен конкурс „Който спаси един човешки живот, спасява цяла вселена“ е сред най-значимите инициативи на ЦЕБС „Алеф“. Конкурсът е за младежи на възраст от 14 до 19 години. Обявен е през 2013 г. по повод 70-годишнината от спасяването на българските евреи от лагерите на смъртта. За три години словесната надпревара се превръща в едно от най-популярните литературни състезания за ученици в страната.
Творбите на учениците се оценяват от жури в състав: Михайлина Павлова – журналист в БНР и главен редактор на вестник „Еврейски вести“ и на списание „La Estreya“, Румен Леонидов – изтъкнат поет, писател, издател на литературния сайт „Факел.бг“, водещ в БНР и Асен Йорданов – поет, разследващ журналист и директор на сайта Биволъ.
Авторите на най-добрите творби получават парични премии, грамоти и книги. Есетата, класирани на първо място, се публикуват във водещи български медии. Преди и след всеки конкурс Център „Алеф“ издава специализиран вестник, в който обявява победителите, публикува мнения и откъси от есетата.
Темата на конкурса всяка година е различна, но целта е една – да даде възможност на младите да преосмислят своите ценности и да направят изводите си за бъдещето.
През 2013 г. близо 40 ученици участват в надпреварата с есета на тема „Който спаси един човешки живот, спасява цяла вселена.
Второто издание /2014 г./, е посветено на 100-годишнината от Първата световна война. Темата е: „Евреи и българи – два народа, една родина, една любов“. Със свои есета в състезанието се включват над 60 средношколци от 28 населени места в страната .
През 2016 г. темата „Изкуството е сцена, която размива всички различия или приносът на българските евреи в културата на страната“ предизвиква интереса на 90 гимназисти от различни градове.
Обявено е и четвъртото издание на конкурса. През 2017 г. темата е: „Шимон Перес и неговият принос в измеренията на общочовешкия хуманизъм“. Резултатите от него ще бъдат обявени на традиционната церемония по награждаването в Бургаската художествена галерия „Петко Задгорски“ през пролетта на 2017 г. Победителят в четвъртото издание на конкурса ще бъде награден с участие в едноседмичен международен семинар за млади лидери в Херцлия, Израел на разноски на ЦЕБС „Алеф“.

### Виртуална библиотека
През 2014 г. „Алеф“ създава на сайта си уникалната и единствена по рода си българо-еврейска виртуална библиотека. Първоначално тя е създадена, за да е в помощ на участниците в литературния конкурс. Впоследствие се обогатява и допълва с нови раздели и жанрове. През 2017 г. тя вече има солиден библиографски масив от автентични документи, исторически справки, малко известни факти за най-популярните български творци от еврейски произход в литературата, музиката, изобразителното изкуство, театъра и киното, биографични справки, публикации на части от известни литературни произведения, картини, както и мултимедиен дигитален архив.

## Инициативи
- По инициатива на „Алеф“ бившият кмет на Бургас (1939 – 1944) д-р Дянко Пръвчев и писателят общественик Петко Чорбаджиев (Росен) са провъзгласени за почетни граждани на Бургас за усилията им за предотвратяване депортацията на бургаските евреи през 1943 г.
- Център „Алеф“ инициира петиция за подкрепа на идеята по време на тържествените зари-проверки на официални празници да се споменават имена на загиналите герои от всички етноси – евреи, арменци, турци и роми. Събрани са стотици подписи.
- „Алеф“ е сред спомоществувателите за изграждане на мемориала в памет на жертвите от терористичния атентат на летище Бургас.
- По инициатива на „Алеф“ бургаската художествена галерия (бивша синагога) възвръща функциите си на храм. През 2013 г. за първи път от 70 години насам тук е проведена религиозна церемония като част от мемориалната вечер „Памет за спасителите на българските евреи“. След това освещаване в бившата Синагога отново могат да се отслужват религиозни ритуали по канона на юдаизма.